# 流亭街道
流亭街道是中国山东省青岛市城阳区下辖的一个街道。

## 行政区划
流亭街道下辖南流路社区、铁路新村社区家委会、李家女姑社区、安乐村社区、洼里社区、仙家寨社区、于家社区、红埠社区、西女姑山社区、夏家庄社区、双埠社区、高家台社区、西果园社区、王家女姑社区、东蓝家庄社区、苇苫社区、赵村社区、杨埠寨社区、庙头社区、邱家女姑社区、港东社区、赵哥庄社区、东女姑山社区、南城阳社区、西后楼社区、西流亭社区、北后楼社区、刘家台社区、东流亭社区。